# Manlio Brosio
Manlio Giovanni Brosio (Turijn, 10 juli 1897 - aldaar, 14 maart 1980) was een Italiaanse advocaat, diplomaat en liberaal politicus. Hij was de vierde secretaris-generaal van de NAVO, van 1964 tot 1970.
Brosio studeerde rechten aan de universiteit van Turijn. Tijdens de Eerste Wereldoorlog diende hij als artillerie officier in het 'Alpen' regiment. Na de oorlog voltooide hij zijn studie en in 1920 ging hij de politiek in. Later moest hij hiermee stoppen, omdat hij tegen het fascisme was. Tijdens de Tweede Wereldoorlog, na de landingen in Italië in 1943, ging Brosio in de ondergrondse en werd hij lid van het Nationale Bevrijdings Comité. Na de oorlog werd hij opnieuw de politiek actief en werd hij viceminister-president en in 1945 minister van Defensie.
In januari 1947 werd hij ambassadeur voor Italië in de Sovjet-Unie, in 1952 werd hij ambassadeur in het Verenigd Koninkrijk, in 1955 in de Verenigde Staten en van 1961 tot 1964 in Frankrijk. Op 12 mei 1964 koos de NAVO hem, als opvolger van Dirk Stikker, als secretaris-generaal. Hij beëindigde zijn secretariaat op 3 september 1971. Op 29 september 1971 kreeg hij de Medal of Freedom van de Verenigde Staten. In 1972 werd hij gekozen tot senator van Turijn.
Tijdens Brosio's ambtsperiode veranderde de strategie van de NAVO van 'massale vergelding' naar de strategie van het 'beperkte antwoord'. Doordat Frankrijk zich in 1966 uit de militaire organisatie van de NAVO had teruggetrokken, verhuisde onder zijn bewind het hoofdkwartier van Parijs naar Brussel.
Manlio Brosio overleed op 82-jarige leeftijd.